# 가모시
가모시(일본어: 加茂市)는 일본 니가타현 중앙부에 있는 시이다.
시가지는 세 방면이 산으로 둘러싸여 있고 가모강이 흐른다. 도시의 기원은 헤이안 시대로 거슬러 올라가, 아오미 신사의 몬젠마치로 번창한 것이 시작이다. 예로부터 교토와 관계가 있었고 중심가가 조용한 전통 상점가라는 점 때문에 "에치고의 작은 교토"로도 불린다.

## 지리
모양은 동서로 홀쭉하고 서부는 에치고 평야, 동부는 니쓰 구릉에 속하는 산지이다. 동단에는 아와가타케가 우뚝 솟아 있다. 시가지 중심부를 가모강이 종관해 시 서부에서 시나노강과 합류한다. 시나노강 연안에서는 배와 복숭아, 서양배와 같은 과수 재배가 활발하다. 평야부는 논 단일의 작물 지대로 고시히카리가 많이 재배된다. 시가지와 인접한 가모산은 현목으로 지정되어 있는 동백나무의 군생지이다.
가모강은 일찍이 강폭이 좁았지만 1960년대의 거듭되는 수해를 계기로 하천 부지가 확장·정비되어 시민의 휴식 장소가 되었다. JR선을 사이에 둔 서쪽 지역은 최근 30~40년 간에 건설된 비교적 새로운 시가지로 니시카모로 불린다. 동쪽의 구시가지에 비해 도로 폭이 넓고 자동차로의 접근성이 좋기 때문에 길가 점포가 입지하는 등 최근에 급속히 발전했고 논을 침식하는 형태로 서쪽을 향해 확장을 계속하고 있다. 한편 니시카모와는 대조적으로 구시가지의 중심 상가는 공동화가 문제되고 있다.
다가미정과는 국도 403호선을 따라 주택지가 이어져 경계는 거의 구분되지 않는다.

## 역사
- 726년 - 아오미 신사가 창건되었다.
- 1598년 - 시바타번의 영지가 되었다. 신전 개발이 진행되었다.
- 17세기 중기 - 최초의 시장이 열렸다.
- 1889년 4월 1일 - 정촌제 시행으로 미나미칸바라군 가모정이 성립하였다.
- 1897년 11월 20일 - 기타고에 철도(현 신에쓰 본선)가 개통하였고 가모역이 개설되었다.
- 1954년 3월 10일 - 미나미칸바라군 가모정과 시모조촌이 합병해 시로 승격하였다.

## 교통

### 철도
- 동일본 여객철도 신에쓰 본선

### 도로
- 국도 제290호선
- 국도 제403호선

## 인구
| 연도 | 인구   | ±%     |
| ---- | ------ | ------ |
| 1970 | 37,890 | —      |
| 1980 | 36,706 | −3.1%  |
| 1990 | 34,863 | −5.0%  |
| 2000 | 33,085 | −5.1%  |
| 2010 | 29,762 | −10.0% |
| 2020 | 25,441 | −14.5% |

## 자매 도시
- 일본 도쿄도 오시마정(1968년)
- 중화인민공화국 산둥성 쯔보시(1993년)
- 러시아 콤소몰스크나아무레